# Stefan Mich

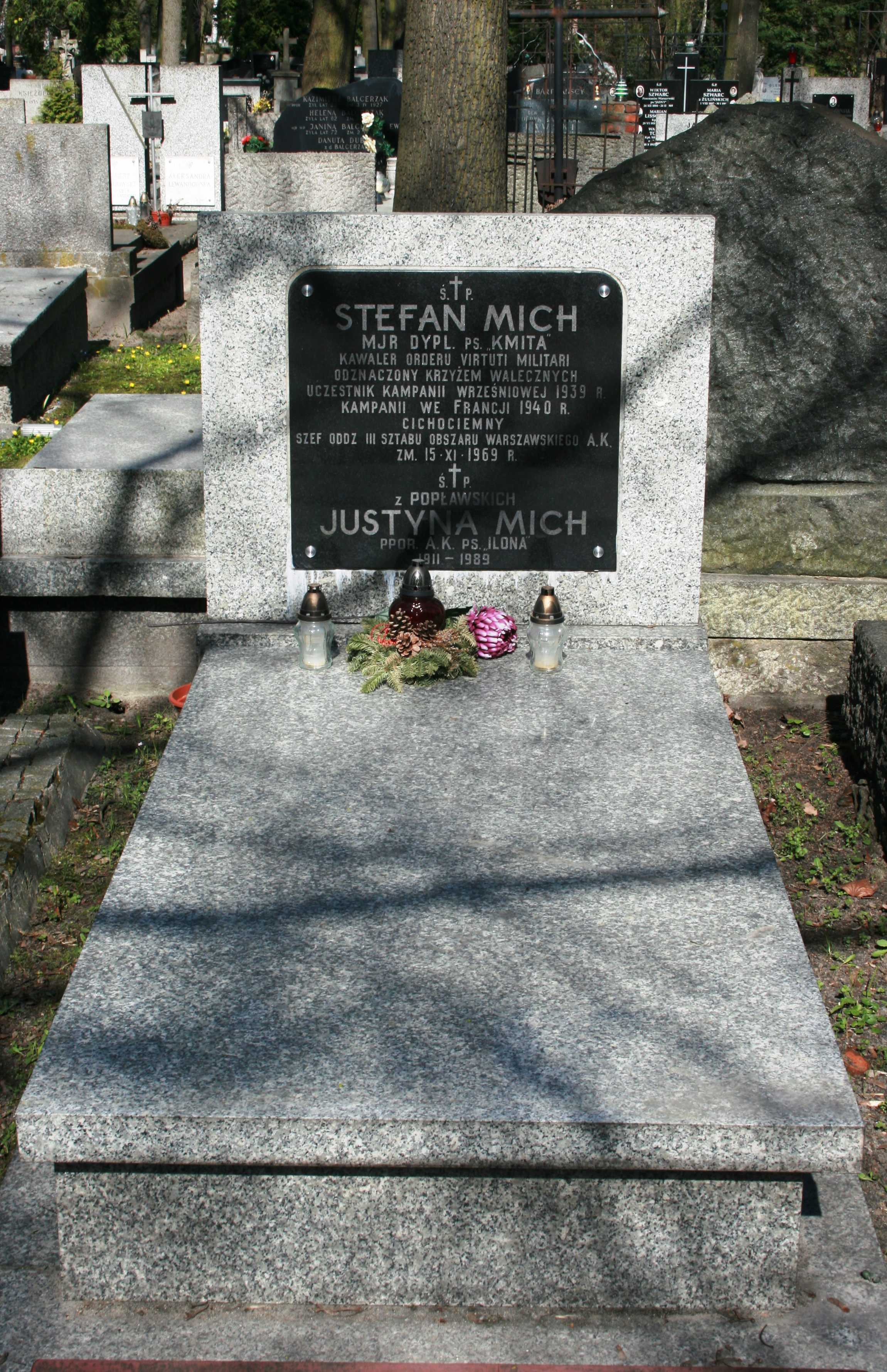
Grób Stefana Micha na Cmentarzu Wojskowym na Powązkach w Warszawie

Stefan Mich, ps. „Kmita”, „Okoń”, „Jeż”, vel Stefan Barszczewski, vel Jan Lipowiecki, (ur. 7 grudnia 1913 w Blizocinie, zm. 15 listopada 1969 w Warszawie) – major dyplomowany Wojska Polskiego, major AK i cichociemny. Uczestnik Powstania Warszawskiego jako jeden z dowódców kompanii „Koszta” walczącej w rejonie Śródmieścia. Znajomość języków: niemiecki, rosyjski, angielski, francuski. Zwykły Znak Spadochronowy nr 1145, Bojowy Znak Spadochronowy nr 1554.

## Życiorys
Urodził się 7 grudnia 1913 we wsi Blizocin. Był synem Wojciecha, rolnika oraz Heleny z domu Kozdroń. Uczył się w szkole powszechnej w Woli Blizockiej, następnie od września 1928 w Korpusie Kadetów Nr 2 w Chełmnie i otrzymał tam świadectwo dojrzałości w maju 1933. Od lipca 1933 do października 1935 kształcił się w Szkole Podchorążych Artylerii w Toruniu. Następnie służył w 3, a później 5 baterii 1 pułku artylerii motorowej. w Stryju. 
W kampanii wrześniowej przydzielony do 16 Dywizjonu Artylerii Motorowej, w składzie 10 Brygady Kawalerii Pancernej. 11 września 1939 uczestniczył w ratowaniu transportu kolejowego na stacji w Radymnie. 19 września 1939 przekroczył granicę polsko–węgierską, internowany do 15 października 1939. Przez Jugosławię oraz Włochy dotarł do Francji, wstąpił do Polskich Sił Zbrojnych. Odbył staż we francuskim 43 pułku artylerii lekkiej, następnie służył w 10 Brygadzie Kawalerii Pancernej. Po upadku Francji ewakuowany z St. Nazaire 20 czerwca 1940, następnego dnia dotarł do Liverpoolu (Wielka Brytania). Wstąpił do Polskich Sił Zbrojnych, przydzielony do 10 dywizjonu artylerii motorowej. 
Od 2 stycznia 1941 uczestnik I kursu Wyższej Szkoły Wojennej na obczyźnie, po ukończeniu 31 maja mianowany oficerem dyplomowanym, skierowany na praktykę w sztabie, ponadto podjął studia językowe na Uniwersytecie w Cambridge.
Zgłosił się do służby w kraju. Przeszkolony ze specjalnością w dywersji na kursach specjalnych dla kandydatów na cichociemnych, m.in.  taktycznym (Elie), spadochronowym, i in. Zaprzysiężony na rotę ZWZ/AK 6 lutego 1942 w Londynie. 
Skoczył ze spadochronem do okupowanej Polski w nocy 8/9 kwietnia 1942, w próbnym sezonie operacyjnym, w operacji lotniczej „Cravat”, po starcie z lotniska RAF Tempsford na placówkę odbiorczą „Łąka”, w okolicach miejscowości Guźnia, Drzewicz, 10 km od Łowicza. Razem z nim skoczyli: por. Adam Boryczka ps. Brona, kpt. dypl. Teodor Cetys ps. Wiking, kpt. dypl. Henryk Kożuchowski ps. Hora, por. Roman Romaszkan ps. Tatar, por. dypl. Alfred Zawadzki ps. Kos. 
Od 8 kwietnia 1942  przydzielony jako zastępca szefa ds. wyszkolenia, od grudnia 1943 szef Oddziału III (operacyjnego) Komendy Obszaru Warszawa AK. 11 listopada 1943 awansowany na stopień kapitana. Współorganizator oraz instruktor Szkoły Młodszych Dowódców Piechoty. Od 27 do 29 lipcu 1944 w Mińsku, Sokołowie Podlaskim i Radzyniu, następnie ponownie w Warszawie. Odznaczony Krzyżem Walecznych po raz pierwszy.
W Powstaniu Warszawskim od 1 sierpnia 1944 w zastępstwie dowodził kompanią „Koszta”. Od 20 sierpnia 1944 prowadził natarcie w celu zdobycia PAST-y przy ul. Zielnej 37/39, uczestniczył w zdobyciu Komendy Policji na Krakowskim Przedmieściu, walkach o kościół św. Krzyża oraz uniwersytet. Od 10 września dowódca zgrupowania „Sosna”. 15 września 1944 odznaczony Virtuti Militari, awansowany na stopień majora 1 stycznia 1945.
Po kapitulacji Powstania w niewoli niemieckiej, osadzony w Stalag VIII-B i  Sandbostel. Uwolniony 29 kwietnia 1945 przez wojska brytyjskie.  Od 2 maja 1945 ponownie w Polskich Sił Zbrojnych, do 27 października 1947  jako kwatermistrz 1 Dywizji Pancernej.
Od 2 października 1948 do kwietnia 1948 ciężko chorował, przebywał w Wielkiej Brytanii. Od 30 kwietnia 1949 na emigracji w Argentynie, od 25 maja 1949 zamieszkał w Buenos Aires. Prowadził pracownię zabawek, naprawiał dachy, od 15 lipca 1956 przedstawiciel handlowy szwedzkiej firmy metalurgicznej „Vironia”, później jako agent ubezpieczeniowy w firmie „Omega”.
3 stycznia 1962 wraz z żoną statkiem m/s „S.Żeromski” powrócił do Polski, zamieszkał w Warszawie.  Od 1963 kontroler techniczny w Centrali Maszyn Biurowych, od 1964 jako starszy inspektor w Towarzystwie Ubezpieczeń i Reasekuracji „Warta”. W 1964 wstąpił do Związku Bojowników o Wolność i Demokrację, działał w Stowarzyszeniu Rzemieślników i Pracowników Polskich, Towarzystwie Łączności z Polonią Zagraniczną „Polonia”. 
Zmarł 15 listopada 1969 w Warszawie, pochowany na Cmentarzu Wojskowym na Powązkach (kwatera B18-8-8).

## Awanse
- podporucznik - ze starszeństwem od 15 października 1935
- oficer dyplomowany - 31 maja 1941
- kapitan dyplomowany - 11 listopada 1943
- major dyplomowany - 1 stycznia 1945[3]

## Ordery i odznaczenia
- Krzyż Srebrny Orderu Virtuti Militari, rozkazem dowódcy AK nr 421 z 15 września 1944[6]. Uzasadnienie brzmiało: „za udział i kierownictwo przy zdobywaniu «Pasty» (Zielna) i koszar policji na Krakowskim Przedmieściu”.
- Krzyż Walecznych
- Krzyż Armii Krajowej
- Medal Wojska (trzykrotnie)[7]

## Rodzina
W styczniu 1943 wziął ślub z Justyną Popławską (1911-1984), sanitariuszką Armii Krajowej.